# Зальденбург
Зальденбург (нім. Saldenburg) — громада в Німеччині, знаходиться в землі Баварія. Підпорядковується адміністративному округу Нижня Баварія. Входить до складу району Фраюнг-Графенау.
Площа — 28,04 км2. Населення становить 2024 ос. (станом на 31 грудня 2020).